# 津田台場
津田台場（つだだいば）は、幕末に現在の徳島県徳島市津田町に設営された台場。現在は「津田砲台場公園」となっている。

## 概要
大砲は、口径15センチの一等砲二門を含めて全部で三十門。台場上に二十門と左右の松原に各五門を配置。当時の御台場守備兵は50名。副台場として対岸に沖洲台場が築かれた。

## 歴史
嘉永6年（1853年）に浦賀の黒船来航をきっかけに、幕府が諸藩に海防の強化を命じ、徳島藩主・蜂須賀斉裕が家臣で砲術家の勝浦安右衛門と小出由岐左衛門の両名に命じて築造させた。
文久3年（1863年）に工事が始まり、津田山から土石を採取し、翌元治元年（1864年）に完成した。明治3（1871年）4月に御台場が廃止。

## 交通
- 徳島市営バス「津田2丁目」下車、徒歩すぐ。徳島バス・小松島市営バス「津田中学校前」下車、徒歩10分。